# Запруддя (Камінь-Каширський район)
Запру́ддя — село в Україні, у Сошичненській громаді Камінь-Каширського району Волинської області.

## Географія
Село розташоване на правому березі річки Сукачі.

## Історія
З 1991 року село незалежній Україні.
До 2019 року село входило до складу Сошичненської сільської ради Камінь-Каширського району Волинської області.

## Населення
Згідно з переписом УРСР 1989 року чисельність наявного населення села становила 327 осіб, з яких 148 чоловіків та 179 жінок.
За переписом населення України 2001 року в селі мешкало 250 осіб.

### Мова
Розподіл населення за рідною мовою за даними перепису 2001 року:
| Мова       | Відсоток |
| ---------- | -------- |
| українська | 99,59 %  |
| інші       | 0,41 %   |

## Галерея

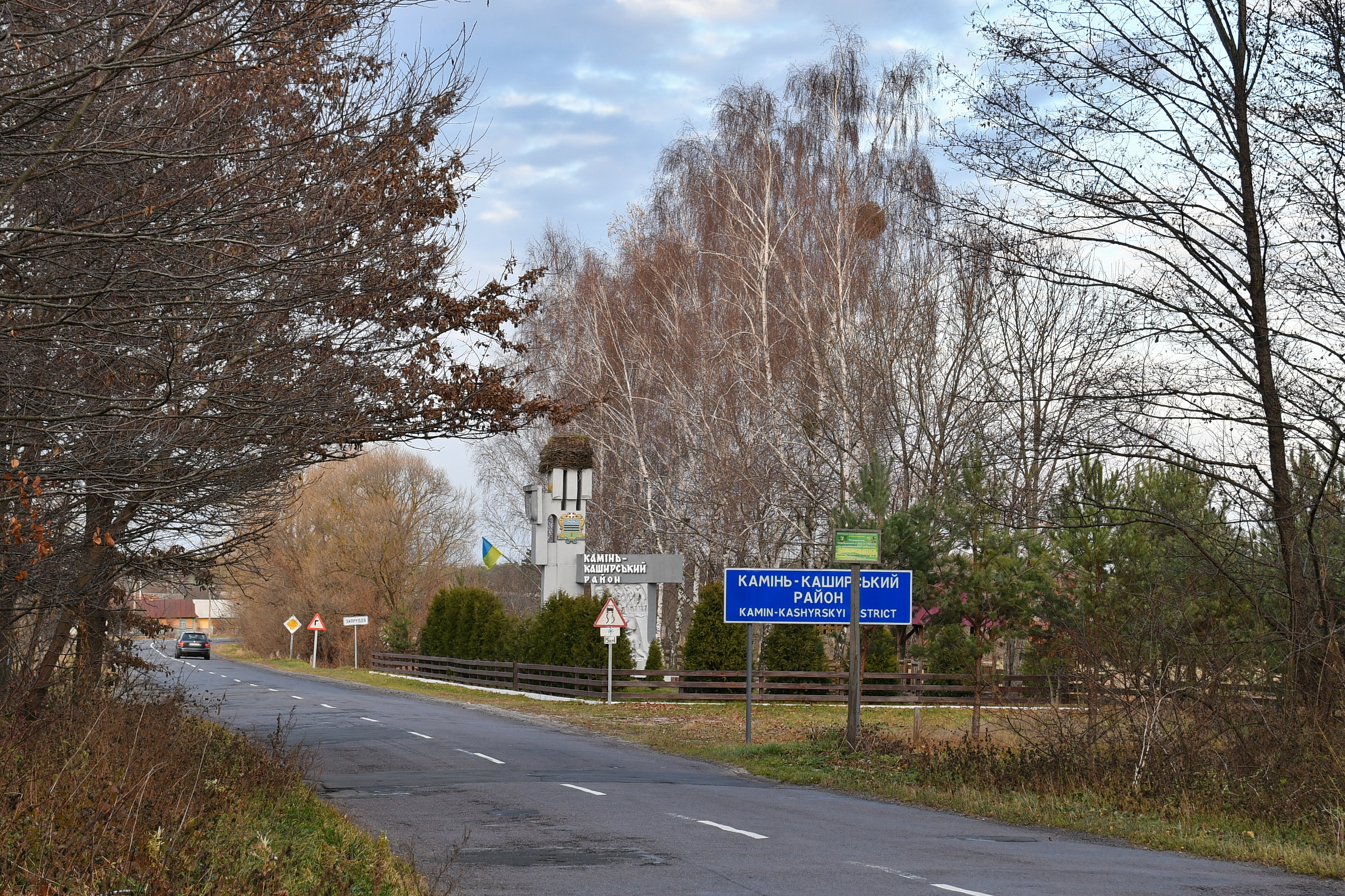
В'їзд в село зі сторони Ковеля
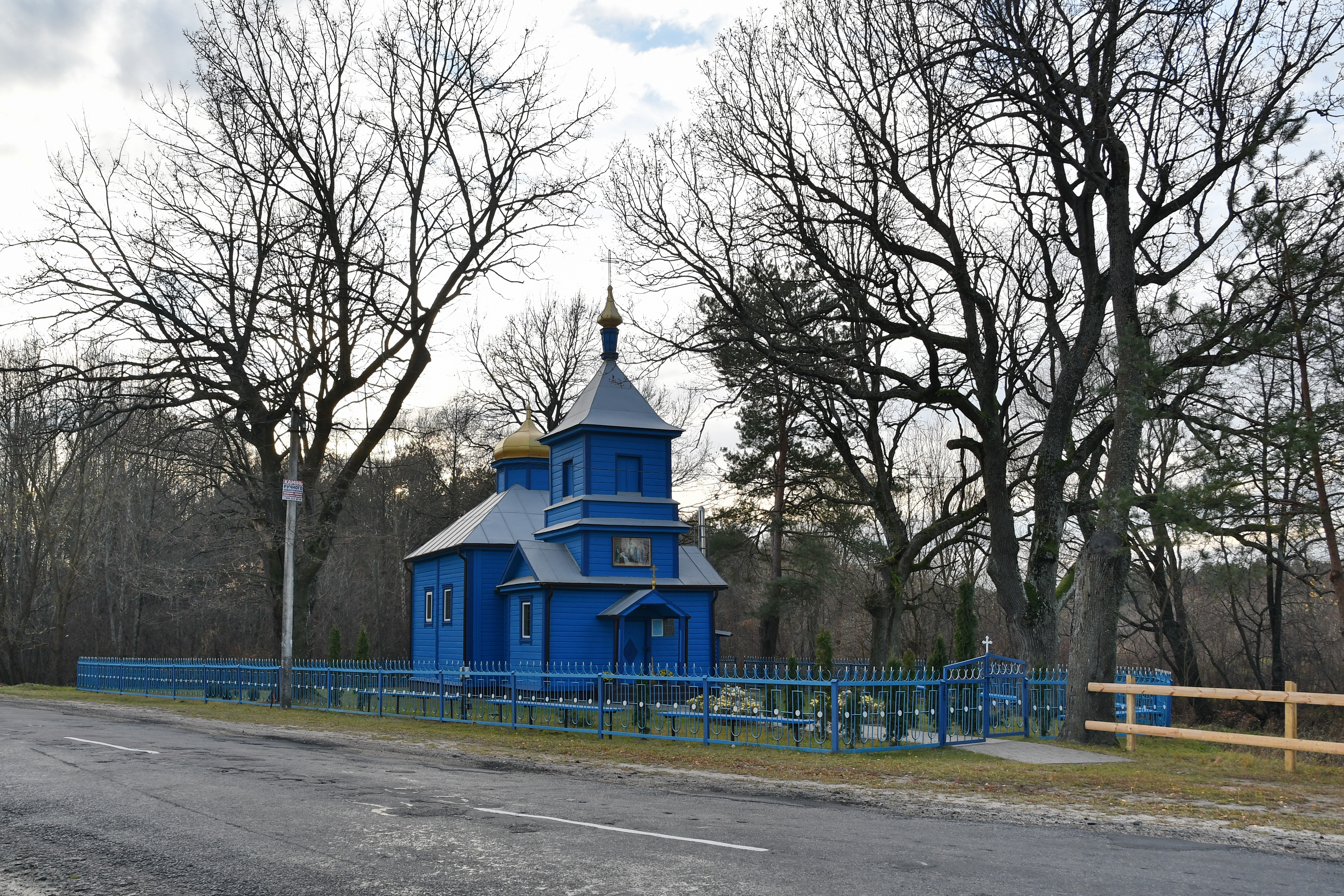
Успенська церква (1795 рік)
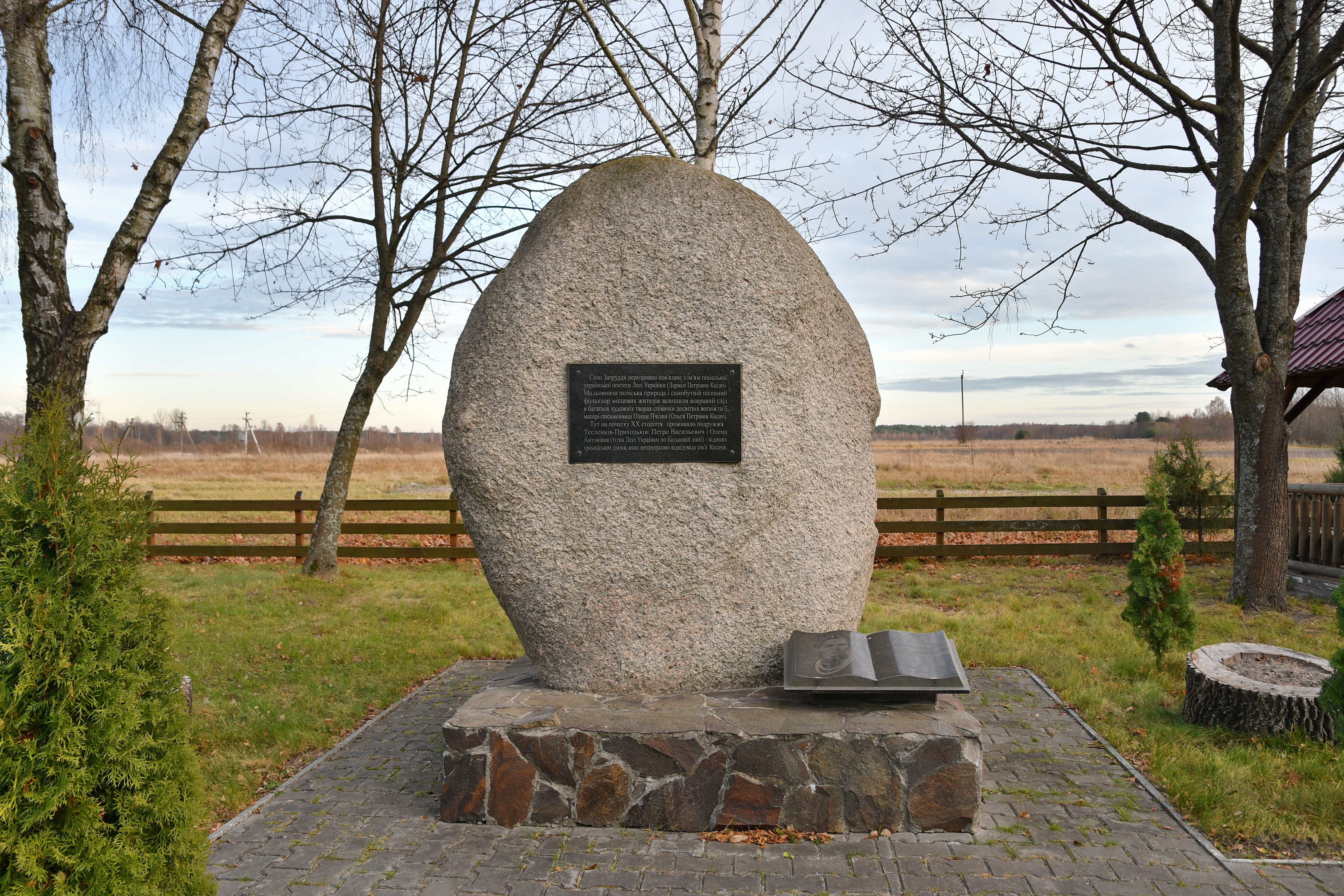
Пам'ятний знак родині Тесленків-Приходьків, родини Лесі Українки (Косач)